# Шлегель, Иоганн Рудольф
Иоганн Рудольф Шлегель (15 октября 1729, Хайльбронн — 22 февраля 1790, там же) — немецкий педагог, богослов и писатель, известный в своё время деятель немецкого Просвещения.

## Биография
Иоганн Рудольф Шлегель родился в семье пекаря, начальное образование получил в родном городе. Оба его родителя умерли, пока он ещё не окончил школу, и в 1746 году, в 17-летнем возрасте, он был принят в семью Георга Бернхольда Сэмюэля, молодого руководителя местной гимназии, который был только на девять лет старше его. После окончания средней школы в 1748 году Шлегель поступил в университет Йены, в 1751 году перейдя в университет Гёттингена; изучал богословие и философию. После окончания университета он несколько лет служил священником в различных приходах, в том числе два года в Бёкингене, пока в конце 1759 года не был назначен пастором церкви святого Килиана в родном Хайльбронне. Шесть недель спустя, уже в 1760 году, он стал ректором городской гимназии, сменив на этой должности своего приёмного отца, умершего от туберкулёза.
Гимназией руководил до конца жизни, введя много новшеств в образовательный процесс. В частности, уже в 1762 году он написал первый учебник на немецком языке, в 1765 году пригласил в школу преподавателя французского, затем итальянского, английского и геометрии. Выступал за преобладание в преподавании современных языков над классическими при этом протестовал против «зазубривания» лексики иностранных языков, предпочитая преподавать их в игровой и бытовой форме. Признавал важность изучения древнегреческого языка, но со своими учениками изучал на занятиях по нему не только Новый Завет, но и произведения классиков древнегреческой философии. Активно выступал против привилегированности высшего образования и за равный доступ к образованию для всех классов общества. Умер от болезни печени.
Написал пятитомную «Историю Франции» (1762—1767); «Историю церкви» (1770—1781) и несколько более мелких работ, в том числе «De pietate veterum in defunctos principes» (1765); «De situ Alesi»; «De statuis principum» (1764) и другие. Некоторые его труды посвящены богословию и школьной педагогике.